# Ice (televisieserie)
Ice is een Amerikaanse televisieserie, ontwikkeld door Robert Munic. Het project, dat eind 2016 op Audience Network werd uitgezonden, werd op 2 augustus 2016 rechtstreeks in serie besteld met een bestelling van 10 afleveringen. Het project werd oorspronkelijk besteld in 2014, maar werd om creatieve redenen geschrapt. De serie werd vervolgens uitgebracht op 16 november 2016. Op 16 juni 2017 werd de serie verlengd voor een tweede seizoen.

## Verhaal
De serie volgt het leven van een diamantair familie uit Los Angeles genaamd de Green & Green Diamond, na de recente gebeurtenissen waarin een van de zonen van de patriarchen een prominente diamanthandelaar vermoordde, terwijl zijn stiefbroer hem moet redden en schade aan het familiebedrijf te voorkomen.

## Cast en personages

### Hoofdrol
- Cam Gigandet als Jake Green
- Jeremy Sisto als Freddy Green
- Audrey Marie Anderson als Ava Green
- Judith Shekoni als Lady Rah
- Ray Winstone als Cam Rose
- Konstantin Lavysh als Alexi Yakenev
- Chloe East als Willow Green (S1)
- Jocelyn Hudon als Willow Green (S2)

### Terugkerend
- Reynaldo Gallegos als	Carlos Vega (S1)
- D.B. Sweeney als Reardon (S2)
- Catherine Barroll als Sarah Rose
- Donald Sutherland als	Pieter Van De Bruin (S1)
- Ella Thomas als Lala Agabaria (S1)
- Laura Vandervoort als	Tessa (S2)
- Raymond J. Barry als Isaac Green (S1)
- Tom Bower als Jonah Kreshman (S1)

## Afleveringen
| Seizoen | Afleveringen | Originele uitzenddatum             |
| ------- | ------------ | ---------------------------------- |
| 1       | 10           | 16 november 2016 – 8 februari 2017 |
| 2       | 10           | 28 maart 2018 – 30 mei 2018        |